# Глухая петля
Глуха́я пе́тля́ (англ. Ring Hitch — «кольцовый узел») — бытовой крепёжный узел, который завязывают замкнутой петлёй верёвки. Узел — надёжен, так как не имеет концов. В быту узел — удобен для связывания вместе ключей, хранения шайб и других предметов, имеющих отверстие. Известен с I века н. э. по монографии греческого врача Геракласа.
Хотя глухая петля и коровий узел — похожи, однако коровий узел завязывают на конце верёвки и тянут одним (коренным) концом, в отличие от глухой петли, завязываемой замкнутой петлёй на середине верёвки с натяжением за петлю и сдвоенный конец.
Глухая петля является штыком и завязана на опоре, а если снять с опоры, то теряет форму и распадается. Отличают от скользящей глухой петли, которая, хотя и имеет схожий рисунок, однако является узлом и завязана вокруг своего же коренного конца троса.

## Способ завязывания
Существуют несколько способов завязывания глухой петли:
- Основной способ[19] — обнести опору петлёй, вдеть один конец петли в другой
- Другой способ[20] — создать глухую петлю без опоры, накинуть глухую петлю на опору
- Рыболовный способ[21][22] — вдеть петлю лески внутрь крючка, обернуть крючок петлёй
- Альпинистский способ[23] (возможно завязывать одной рукой, которая в рукавице) — вщёлкнуть альпинистскую верёвку на карабин, взять одну верёвку, сделать колы́шку, вщёлкнуть на карабин

## Признаки
Плюсы
- Узел — прост
- Высокая надёжность узла за счёт использования петли, исключающей наличие концов, могущих развязаться[14]
- Самозатягивающийся
- Быстро завязывать
- Легко развязывать[24]
- Нет надобности в контрольном узле

Минусы
- Использование только петли

## Применение
В быту
- В быту глухую петлю применяют для крепления предметов с отверстиями (ключ, бирка)
- Узел — незаменим при подъёме по металлической гладкой флаговой (или яхтенной) мачте; в этом случае предпочтительно использовать петлю из широкой стропы

В альпинизме
- В альпинизме полусхватывающий узел применяют для крепления уса из отрезка динамической альпинистской верёвки к системе и временного позиционирования альпиниста на станции
- Крепление амортизатора рывка к страховочной системе для самостраховки
- Создание станции на трёх точках, петли вдевают внутрь карабина, а затем петлями оборачивают карабин — рыболовный способ[22] завязывания лески на крючок

В морском деле
- В морском деле глухую петлю применяют при грузовых работах с использованием строп для подъёма бочек[25]

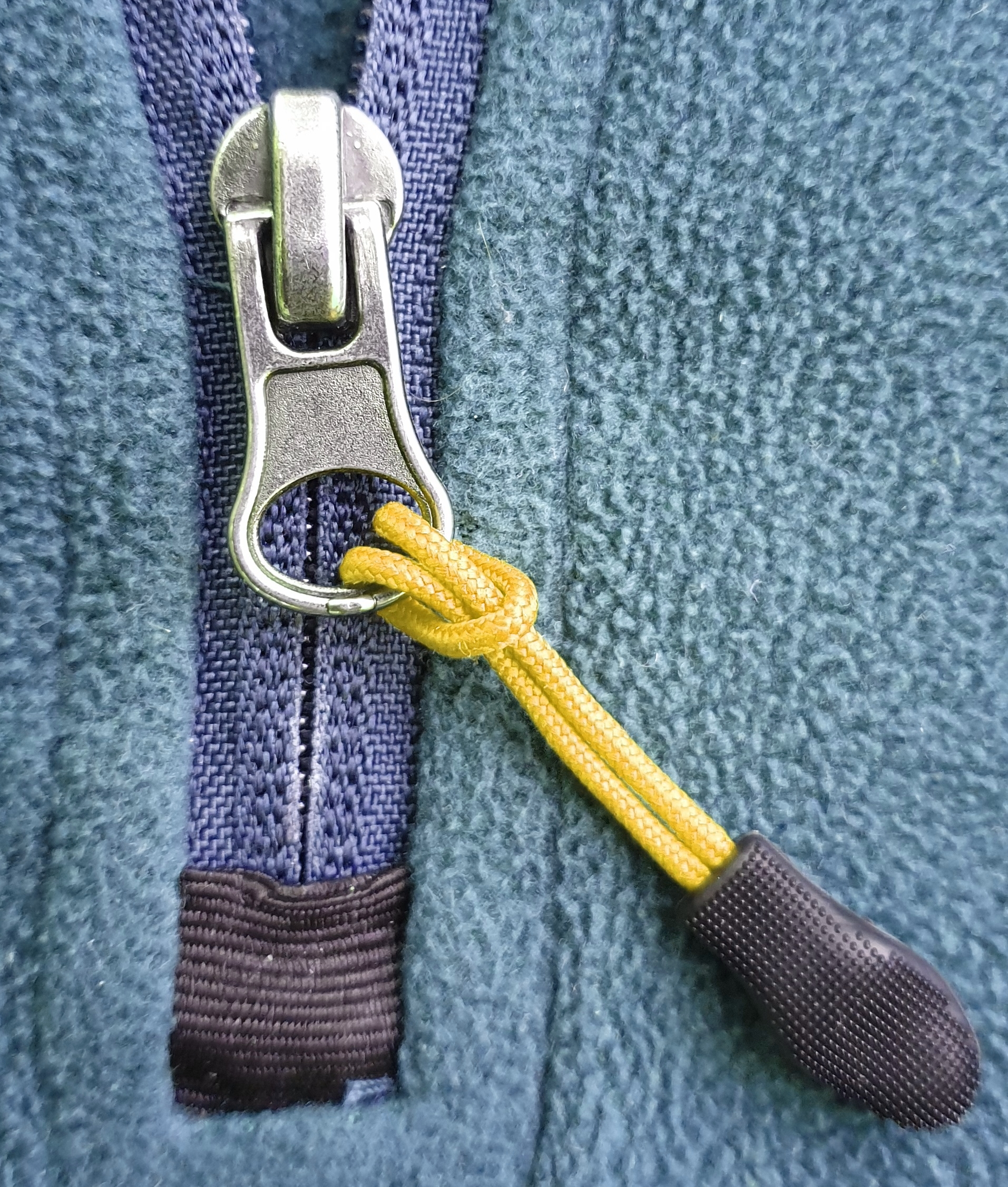
Глухая петля на молнии одежды
Использование глухой петли в качестве удавки для захвата предмета
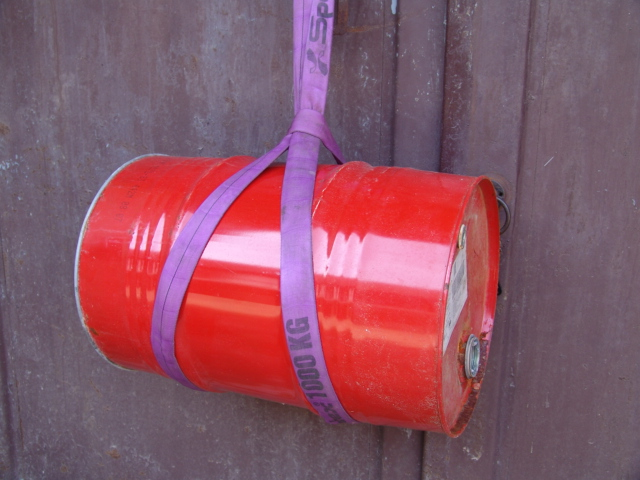
Использование глухой петли при грузовых работах при помощи стропы
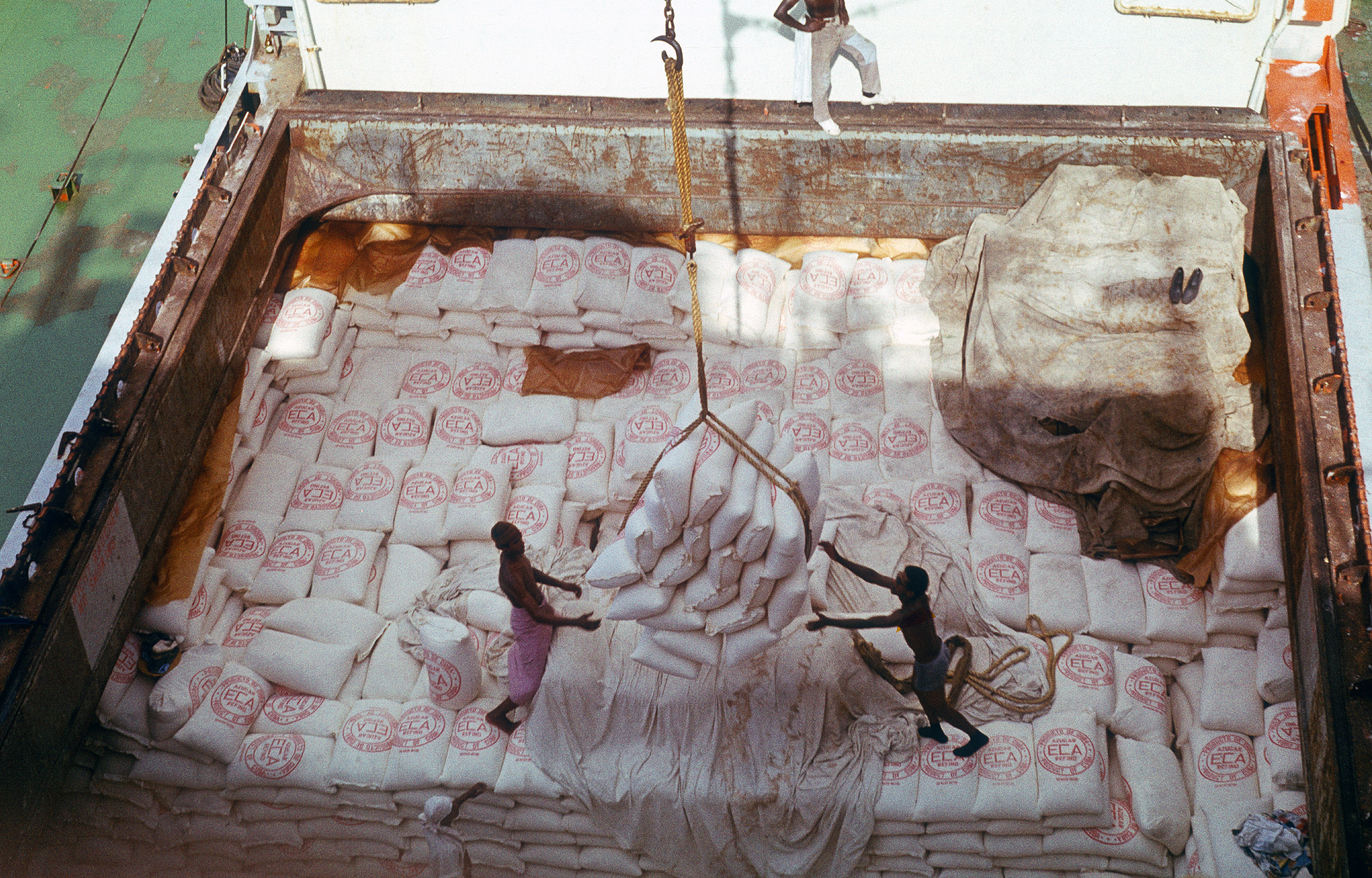
Использование глухой петли при грузовых работах